# Кетлетт (Вірджинія)
Кетлетт (англ. Catlett) — переписна місцевість (CDP) в США, в окрузі Фокір штату Вірджинія. Населення — 331 особа (2020).

## Географія
Кетлетт розташований за координатами 38°39′23″ пн. ш. 77°37′44″ зх. д. / 38.65639° пн. ш. 77.62889° зх. д. (38.656398, -77.628922).  За даними Бюро перепису населення США в 2010 році переписна місцевість мала площу 8,40 км², з яких 8,33 км² — суходіл та 0,07 км² — водойми.

## Демографія
Згідно з переписом 2010 року, у переписній місцевості мешкало 296 осіб у 109 домогосподарствах у складі 74 родин. Густота населення становила 35 осіб/км².  Було 125 помешкань (15/км²).
Расовий склад населення:
| - 90,5 % — білих - 4,7 % — корінних американців - 2,7 % — чорних або афроамериканців |

До двох чи більше рас належало 1,7 %. Частка іспаномовних становила 3,7 % від усіх жителів.
За віковим діапазоном населення розподілялося таким чином: 23,3 % — особи молодші 18 років, 61,5 % — особи у віці 18—64 років, 15,2 % — особи у віці 65 років та старші. Медіана віку мешканця становила 37,5 року. На 100 осіб жіночої статі у переписній місцевості припадало 107,0 чоловіків;  на 100 жінок у віці від 18 років та старших — 116,2 чоловіків також старших 18 років.
Цивільне працевлаштоване населення становило 163 особи. Основні галузі зайнятості: інформація — 26,4 %, науковці, спеціалісти, менеджери — 18,4 %, транспорт — 16,0 %.